# Armah Akuetteh
Armah Akuetteh (Costa de Oro, 27 de enero de 1946) es un exfutbolista de Ghana que jugaba en la posición de lateral derecho.

## Carrera

### Club
Jugó toda su carrera en el Cornerstones FC de 1965 a 1976, equipo con el que fue campeón nacional en 1965.

### Selección nacional
Jugó para Ghana en siete ocasiones de 1969 a 1974 y anotó un gol, participó en los Juegos Olímpicos de Múnich 1972 y fue finalista de la Copa Africana de Naciones 1970.

## Logros
- Liga de fútbol de Ghana (1): 1965